# Aeroportul Muzaffarabad
Aeroportul Muzaffarabad (IATA: MFG, ICAO: OPMF) este un aeroport din Muzaffarabad District⁠(d), Muzaffarabad Division⁠(d), Azad Kashmir⁠(d), India, India.
Situat la o altitudine de 820 m, aeroportul dispune de o singură pistă. Este operat de Pakistan Civil Aviation Authority⁠(d).